# 3-as busz (Salgótarján)
A salgótarjáni 3-as busz a városi önkormányzat megrendelésére a Volánbusz üzemelteti. A járat a Helyi autóbusz-állomás és a Hősök úti forduló között közlekedik naponta. Menetideje 9 perc legtöbbször szóló autóbusz szolgálja ki, de a Hősök út és a Tesco forgalma miatt csuklós busz se ritka.
Nagyon ritkán közlekedik naponta körülbelül háromszor. Munkanapokon változó 2-3 indulás szokott lenni míg hétvégén egy.

## Története
A 3-as busz 1988-tól, a Déli decentrum – BRG – Bányagépgyár útvonalon közlekedett, előtte az Északi fordulóból indult, akárcsak a 3B. Az északi fordulóból induló párja a 3E volt, 1988-tól 1997-ig. 
A 3 a 3B és a 3E is 1997-ben szűnt meg.
A 3-as busz csak 2007-ben, közel 10 évvel később indult újra, a régi, de már a "déliből" induló 3B útvonalán.

## Útvonala
| Hősök úti forduló felé:                                                             | Helyi autóbusz-állomás felé:                                                        |
| ----------------------------------------------------------------------------------- | ----------------------------------------------------------------------------------- |
| Helyi autóbusz-állomás – Rákóczi út – Budapesti út – Hősök útja – Hősök úti forduló | Hősök úti forduló – Hősök útja – Budapesti út – Rákóczi út – Helyi autóbusz-állomás |

## Megállóhelyei
| 3 (Helyi autóbusz-állomás – Hősök úti forduló) |                              |          | |                                                       |
| Perc (↓)                                       | Megállóhely                  | Perc (↑) | Megállóhelyet érintő járatok                                                                                | Fontosabb létesítmények                               |
| 0                                              | Helyi autóbusz-állomás       | 8        | 1, 1U, 2A, 2T, 3, 3C, 4, 5, 6, 7, 7A, 7B, 7C, 8, 9, 11, 11A, 11B, 13, 14, 19, 27A, 36, 46, 58, 63, 63S, 113 | Salgótarján külső Salgótarján helyi autóbusz-állomás  |
| 2                                              | Volán központ                | 7        | 1U, 3, 4A, 7A, 7C, 9, 13, 19, 36, 63S, 113                                                                  | KMKK - Nógrád Megyei Területi Igazgatóság             |
| 3                                              | Tesco áruház                 | 6        | 3, 4A, 9, 13, 19, 36, 63S, 113                                                                              | Tesco áruház                                          |
| 6                                              | Arany János Általános Iskola | 3        | 3, 3C, 4A, 36, 63, 63S, 113                                                                                 | Salgótarjáni Általános Iskola Arany János Tagiskolája |
| 7                                              | Déryné út                    | 2        | 3, 3C, 4A, 36, 63, 63S, 113                                                                                 |                                                       |
| 8                                              | Hősök út, Frigovill          | 1        | 3, 3C, 4A, 36, 63, 63S, 113                                                                                 |                                                       |
| 9                                              | Hősök úti forduló            | 0        | 3, 3C, 4A, 36, 63, 63S, 113                                                                                 |                                                       |

## Külső hivatkozások
- Valós idejű utastájékoztatás Archiválva 2018. augusztus 21-i dátummal a Wayback Machine-ben